# Дједматесанк
Дједматесанк је била египатска жена, из града познатог као Ваcето (данас познат као Луксор), која је умрла средином 9. века п. н. е. Најпознатија је по томе што је њена мумија јако добро очувана и налази се у Краљевском музеју Онтарија. Била је музичар. Сахрањена је пре око 2,850 година. Саркофаг у коме је сахрањена је један од најбоље очуваних саркофага из њеног времена, зато никад није отваран. Њено тело је зато истраживано помоћу ЦТ-а. ЦТ-скенери су показали да је највероватније умрла од апсцеса зуби, који је вероватно довео до тешког тровања крви. Резултати скенирања показали су да јој је лева страна горње вилице била отечена.